# سعيد موسى

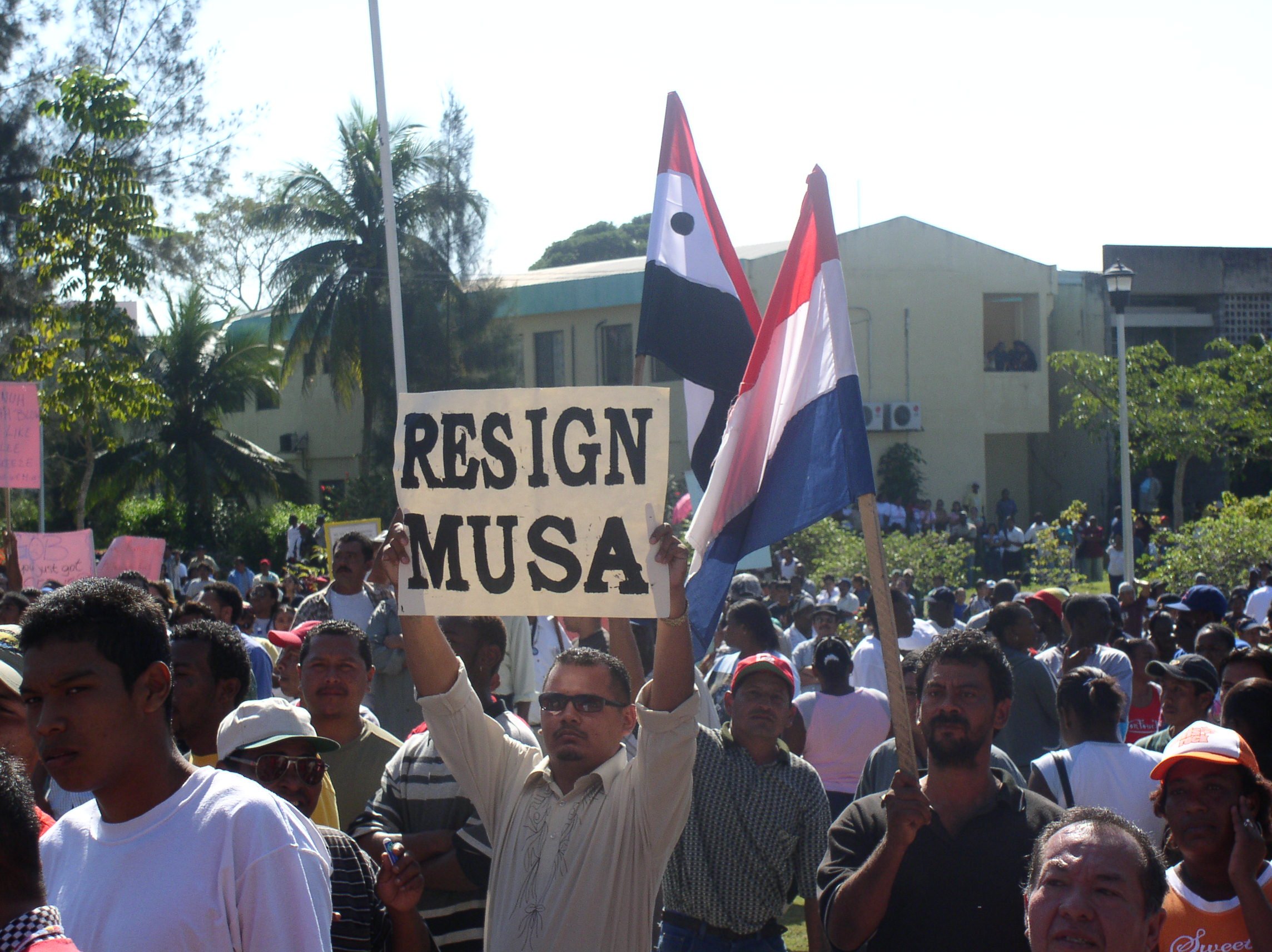
مظاهرة مطالبة باستقالة سعيد موسى في 2005

سعيد موسى (بالإنجليزية: Said Musa) (19 مارس 1944 -) هو سياسي من بليز ورئيس وزرائها من 28 أغسطس 1998 حتى 8 فبراير 2008. وهو ابن حميد موسى، والذي هو مهاجر فلسطيني من رام الله. سعيد هو الرابع من بين أبناء حميد موسى الثمانية.
درس القانون في جامعة مانشستر في بريطانيا وتخرج منها بمرتبة الشرف في 1966.
التحق بالحزب الاتحادي الشعبي (PUP)، أصبح عضواً في البرلمان أكثر من مرة، كما تولى منصب وزير التطوير الاقتصادي بين 1979 - 1984 كما عمل في اللجنة التي وضعت الدستور البليزي. وبين عامي 1989 -1993 تولى منصب وزير الشؤون الخارجية والتعليم. ومنذ 1996 تولى قيادة الحزب الاتحادي الشعبي وقاده إلى النصر في انتخابات 1998 و2003 حيث بات سعيد موسى هو رئيس الوزراء. وقد قاد موسى بلاده خلال عقد من الزمان محققاً قدراً كبيراً من التنمية، وامتازت سياسته بكونها في يسار الوسط. إلا أن شعبيته تدهورت في أواخر فترته الرئاسية الثانية على خلفية الفساد الذي اعترى المجلس الوزاري لحكومته. وهو ما أدى لخسارة حزبه بشكل فادح في انتخابات 2008، ورغم أن سعيد موسى بقي محتفظاً بمقعده في دائرته الانتخابية، إلا أنه خسر منصبه كرئيس الوزراء.

## روابط خارجية
- سعيد موسى على موقع الموسوعة البريطانية (الإنجليزية)
- سعيد موسى على موقع مونزينجر (الألمانية)
- سعيد موسى على موقع إن إن دي بي (الإنجليزية)